# Laurent Bernard
Laurent Christophe Bernard (Châtenay-Malabry, 15 giugno 1971) è un ex cestista francese.

## Palmarès
- Semaine des As: 1

Digione: 2004